# Les Gardiennes
Les gardiennes is een Franse film van Xavier Beauvois die werd uitgebracht in 2017.
Het scenario is gebaseerd op de gelijknamige roman (1924) van Ernest Pérochon.

## Verhaal
De vrouwen van de hoeve Le Paridier, ergens in Bourgondië, werken anno 1915 op het land omdat de mannen naar het front zijn vertrokken. Hortense, de matriarch van de familie, heeft twee zonen - Constant, die dorpsonderwijzer is, en de onstuimige Georges - en schoonzoon Clovis in de loopgraven. Samen met haar dochter Solange weet ze zich min of meer staande te houden, maar de twee zwijgzame vrouwen ondervinden algauw aan den lijve dat ze een extra werkkracht nodig hebben. 
Hortense kan via de gemeentelijke armenzorg Francine Riant in dienst nemen, een weesmeisje dat hen kan bijstaan bij het zaaien, het oogsten en het dagelijkse reilen en zeilen op de boerderij. Francine ontpopt zich tot een noeste en onvermoeibare werkster die zich voor het eerst onderdeel van een familie voelt, zeker als Georges haar tijdens zijn verlof het hof maakt.
Het ritme van het leven op de hoeve wordt gedicteerd door het werk. De monotonie wordt alleen onderbroken als een zoon of schoonzoon tijdelijk verlof heeft, als een in het zwart geklede oude man treurig nieuws brengt, en door enkele Amerikaanse soldaten. 

## Rolverdeling
| Acteur              | Personage                     |
| ------------------- | ----------------------------- |
| Nathalie Baye       | Hortense Sandrail             |
| Laura Smet          | Solange, dochter van Hortense |
| Iris Bry            | Francine Riant, de dienstmeid |
| Cyril Descours      | Georges, zoon van Hortense    |
| Nicolas Giraud      | Constant, zoon van Hortense   |
| Olivier Rabourdin   | Clovis, de man van Solange    |
| Mathilde Viseux-Ely | Marguerite                    |
| Marie-Julie Maille  | la Monette                    |
| Gilbert Bonneau     | Henri Sandrail                |